# 라인홀트 하닝
라인홀트 하닝(독일어: Reinhold Hanning, 1921년 12월 28일 ~ 2017년 5월 30일)은 나치 정권이 2차 세계대전 당시 폴란드에서 운영한 아우슈비츠 수용소의 학살을 방조한 혐의로 94세의 나이에 징역 5년 형을 선고 받은 독일인이다. 2016년 열린 그에 대한 재판은 70년의 세월이 지난 뒤에도 관련자들을 처벌한다는 나치에 대한 독일의 태도를 보여주는 사례이다.

## 어린 시절
1921년 12월 28일 태어나 1934년에 나치 청소년 조직에 가담했다. 1940년에는 SS에 입단했으며 1942년부터 1944년까지 아우슈비츠 강제 수용소의 경비병으로 활동했다. 70년이 넘은 후인 2016년 그는 유대인 학살을 방조한 혐의로 독일 법원에 기소되었다.

## 재판

### 첫 재판
2016년 2월 11일 첫 기소된 라인홀트 하닝은 2016년 4월 26일 첫 재판에서 '수용소 경비 업무를 맡았던 것은 사실이나 유대인 학살에 가담하지는 않았다'고 주장했다. 그는 '아우슈비츠에서 벌어진 대량학살에 대해 알고 있었지만, 경비 임무를 맡은 것은 상부의 지시에 따른 것이며 이를 회피할 방법이 없었다'는 태도를 보였으며 기소 이 후 재판과정 내내 말을 아끼는 모습을 보였다.

### 두번째 재판
2016년 4월 29일 열린 두번째 재판에서 하닝은 태도를 바꿔 적극적으로 사죄하는 모습을 보였다. 그는 "진정으로 미안하다. 불의가 저질러지는 것을 방관하고, 이를 멈추기 위한 어떤 행위도 하지 않았던 것이 부끄럽다.", "나는 일생 침묵해 왔다. 무고한 이들의 목숨을 수없이 빼앗고, 셀 수 없는 가정을 파괴하고, 희생자와 유족들에게 고통을 초래한 범죄조직의 말을 들은 것을 후회한다." 며 반성하는 모습을 보였다. 하지만 평생동안 침묵하다가 기소된 후 법정에서 반성하는 모습을 보인 것은 진정성에 대해 의문심을 품는 사람이 많았다.

### 세번째 재판
2016년 6월 17일 독일 노르트라인베스트팔렌주(州)법원에서 열린 세번째 재판에서, 앙케 그루다 판사는 피고가 아우슈비츠 수용소에서 2년 6개월 가까이 있으면서 17만명의 집단학살을 방조했다고 판단 근거를 밝히며 5년 형을 선고했다. 2월 11일 기소 이후 4개월의 공판 기간 동안 아우슈비츠의 생존자들과 그 가족들은 그들의 경험을 증언하고 원고인단으로 참여해 판결에 힘을 실었으며 하닝 또한 "수용소 경비병으로 지내면서 유대인들이 학살당하는 것을 알았음에도 그것을 막으려 노력하지 않았다."고 고백하며 자책과 반성의 모습을 보였다. 하지만 그의 변호인은 하닝이 살해하거나 고문에 가담한 증거가 없다며 무죄를 주장하며 이번 판결 직후에도 즉각 항소할 뜻을 밝혔다.

## 홀로코스트 관련 마지막 재판
나치 범죄에 대한 독일의 청산 의지는 매우 강력하다. 홀로코스트에 직접적으로 참여했던  전범들은 2차 세계 대전 이 후 꾸준히 색출 · 처벌해왔고 2013년도부터는 6,000여명의 관련자 중 단순 경비원들까지 살인 공모혐의로 수사 중에 있다. 이들은 대부분 90세 이상의 고령자들인데 건강상의 문제로 재판을 진행하기 쉽지 않고 자연수명에 따른 사망으로 형을 집행하기 힘들지라도 나치 전범을 재판정에 세우겠다는 독일의 입장은 완고하다.
라인홀트 하닝에 대한 재판은 아우슈비츠 수용소 학살과 관련된 마지막 재판이 될 가능성이 크다. 관련자들이 매우 고령이라 대부분 사망하였고 3681건의 살해 공모 혐의로 기소돼 현재 공판이 진행 중인 95세의 후베르트 자프케가 건강 악화로 심리가 지연되었기 때문이다.

## 국내 반응
국내 각종 포털과 소셜네트워크서비스(SNS) 등에서는 제2차 세계대전에 세워진 나치 정권의 아우슈비츠 수용소 관련자를 70년이 지난 지금에서도 색출·단죄하는 독일의 태도에 대해 찬사가 이어졌다. 또한 같은 전범 국가라는 인식이 있는 일본과의 비교하는 모습 또한 나타났는데, 아우슈비츠와 마찬가지로 일본 또한 731부대를 운영하여 마루타 실험 등 비인륜적 행위를 주도한 것에서 매우 유사하지만 자국에 대한 인식에서 큰 차이를 보인다는 것이다. 독일의 경우 과거사 반성이 미흡했음을 인정하는 태도를 지속적으로 보이며 아우슈비츠 수용소를 1972년 유네스코 세계문화유산으로 지정하였고 자국의 수치인 아우슈비츠 재판 기록 관련문서 454건, 녹음물 103건을 유네스코 세계기록유산에 등재를 추진한 반면, 일본의 경우 2015년 메이지 산업혁명 유산이자 근대화에 기여했다는 명목으로 조선강제징용의 아픔이 있는 미쓰비시 나가사키 조선소와 하시마섬, 야하타 제철소와 다카시마 탄광 등을 2015년 유네스코에 기재하였고 2016년 6월 전범기업인 미쓰비시를 유네스코에 등재하려한 것에 대한 비교와 비판이 이어졌다.

## 같이 보기
- 오스카어 그뢰닝
- 우르줄라 하페르베크